# 2M1207
2MASSW J1207334−393254
Désignations
2MASSW J1207334−393254, plus connu sous son nom abrégé 2M1207, parfois précisé 2M1207 A, est une naine brune située à environ 211 années-lumière de la Terre dans la constellation du Centaure. Elle fait partie de l'association de TW Hydrae et elle porte donc également la désignation de TWA 27.
C'est une naine brune de type spectral M8. Sa taille est d'environ le quart de celle du Soleil, soit plus de 300 000 km de diamètre ; sa masse est estimée à environ 25 fois celle de Jupiter et sa température est de 2 550 ± 150 K. En 2004, 2M1207 b est découverte, elle devient la première exoplanète orbitant autour d'une naine brune. Elle est éloignée de son étoile d'environ 40 ua.
| Planète  | Masse  | Demi-grand axe (ua) | Période orbitale (jours) | Excentricité | Inclinaison | Rayon |
| -------- | ------ | ------------------- | ------------------------ | ------------ | ----------- | ----- |
| 2M1207 b | 5,5 MJ | 40,6 ± 1,3          |                          |              |             |       |